# Julio Velasco
Julio Velasco (n. el 9 de febrero de 1952 en La Plata, Argentina) es un entrenador profesional de voleibol de Argentina, quien guio a la selección italiana a varios éxitos en la década de 1990. Después de los Juegos Olímpicos de 1996, dirigió a la Selección femenina de Italia (1996-1997). En 2011, fue entrenador de la Selección de Irán. Tras un nuevo paso por el seleccionado argentino, dirigió a los seleccionados juveniles masculinos de Italia. En los Juegos Olímpicos de París 2024 obtuvo la medalla dorada dirigiendo a la Selección femenina de voleibol de Italia.

## Biografía
Comenzó la práctica del voleibol a los quince años en el Club Universitario de La Plata, su ciudad natal. Más tarde comenzó estudios de filosofía en la Universidad de La Plata, donde alcanzó la presidencia del Centro de Estudiantes. En el año 1974, debido a su militancia en el Partido Comunista Revolucionario fue expulsado de la facultad, por lo que comenzó un curso de entrenador de voleibol, logrando entrenar a los juveniles de Estudiantes de La Plata poco tiempo después. Debido a su anterior militancia política, debió pasar los años de la dictadura en semiclandestinidad, contando con amigos y familiares detenidos y/o desaparecidos. Se mudó a Buenos Aires por motivos de seguridad, y allí comenzó a dirigir primero a Defensores de Banfield y luego a GEBA, en lo que fue su primer experiencia como profesional. Al año siguiente de dirigir a GEBA, condujo a Ferro Carril Oeste, y más tarde también fue ayudante del coreano Song, director técnico de la Argentina, en el Mundial que Argentina disputó como local en 1982. En esa ocasión Argentina logró el tercer puesto en la competencia.
Entre 1989 y 1996 se desempeñó como entrenador de la Selección de voleibol de Italia masculina, con la que consiguió dos veces el Campeonato Mundial de Voleibol, tres veces el Campeonato Europeo de Voleibol, cinco veces la Liga Mundial de Voleibol y la medalla de plata en los Juegos Olímpicos de Atlanta 1996.
En diciembre de 2008, fichó como entrenador de la Selección de voleibol de España y tres años después fue nombrado seleccionador de Irán con la cual obtuvo los campeonatos asiáticos de 2011 y 2013, logro que hasta ese momento el país nunca había conquistado. En 2014, fichó como entrenador de la Selección de voleibol de Argentina, con la que se alzó con el oro panamericano en Toronto 2015.
Ha recibido el premio al mejor entrenador de la Copa Mundial de Voleibol de 1989 y de 1995, del Campeonato Mundial de Voleibol Masculino de 1990, de la Copa de Grandes Campeones de 1993 y del Mundial Top Four de 1994, así como la nominación por la FIVB a mejor entrenador del siglo XX. Por su trayectoria recibió el Premio Konex como Director Técnico en el año 2000. En 2003 fue introducido en el Volleyball Hall of Fame.
En junio de 2019, a tan solo un mes de haber anunciado su retiro como entrenador, Velasco rectificó su decisión y firmó un contrato por dos años para dirigir a los seleccionados juveniles masculinos de la Federación Italiana de voleibol.
En mayo de 2023 el club italiano UYBA Busto Arsizio anunció la contratación de Velasco para dirigir a partir de septiembre de ese año al equipo femenino del club, que se desempeña en la Serie A1 femenina de voleibol de Italia. Sin embargo, meses después la Federación Italiana de Voleibol anunció su contratación como entrenador del seleccionado nacional femenino tras la salida de Davide Mazzanti. Con el combinado italiano en junio de 2024 consiguió el primer puesto en la Liga de Naciones y poco más tarde la medalla dorada en los Juegos Olímpicos de París 2024.

## Trayectoria
| Club                                  | País            | Año       |
| ------------------------------------- | --------------- | --------- |
| Ferro Carril Oeste                    | Argentina       | 1979-1982 |
| Selección Argentina Masculina (2° DT) | Argentina       | 1981-1983 |
| VC Jesi                               | Italia          | 1983-1985 |
| Pallavolo Modena                      | Italia          | 1985-1989 |
| Selección Italia Masculina            | Italia          | 1989-1996 |
| Selección Italia Femenina             | Italia          | 1997-1998 |
| Selección República Checa Masculina   | República Checa | 2001-2003 |
| Pallavolo Piacenza                    | Italia          | 2003-2004 |
| Pallavolo Modena                      | Italia          | 2004-2006 |
| Gabeca Pallavolo                      | Italia          | 2006-2008 |
| Selección España Masculina            | España          | 2008-2011 |
| Selección Irán Masculina              | Irán            | 2011-2014 |
| Selección Argentina Masculina         | Argentina       | 2014-2018 |
| Pallavolo Modena                      | Italia          | 2018-2019 |
| Selección Juvenil Italia Masculina    | Italia          | 2019-2023 |
| UYBA Busto Arsizio                    | Italia          | 2023-2024 |
| Selección Italia Femenina             | Italia          | 2024-     |

## Palmarés

### Clubes
- Primera División de Argentina (4): 1979, 1980, 1981, 1982
- Campeonato de Italia (4) : 1985/1986, 1986/1987, 1987/1988, 1988/1989
- Copa de Italia (3) : 1985/1986, 1987/1988, 1988/1989
- Copa CEV (1): 1985/1986

### Seleccionados
- 1.er puesto - Campeonato Europeo de Voleibol Masculino de 1989 (con la Selección de voleibol de Italia)
- 1.er puesto - Campeonato Mundial de Voleibol Masculino de 1990 (con Italia)
- 1.er puesto - Liga Mundial de Voleibol de 1990 (con Italia)
- 1.er puesto - Liga Mundial de Voleibol de 1991 (con Italia)
- 2.º puesto - Campeonato Europeo de Voleibol Masculino de 1991 (con Italia)
- 1.er puesto - Liga Mundial de Voleibol de 1992 (con Italia)
- 3.er puesto - Liga Mundial de Voleibol de 1993 (con Italia)
- 1.er puesto - Campeonato Europeo de Voleibol Masculino de 1993 (con Italia)
- 1.er puesto - Liga Mundial de Voleibol de 1994 (con Italia)
- 1.er puesto - Campeonato Mundial de Voleibol Masculino de 1994 (con Italia)
- 1.er puesto - Liga Mundial de Voleibol de 1995 (con Italia)
- 1.er puesto - Campeonato Europeo de Voleibol Masculino de 1995 (con Italia)
- 2.º puesto -  JJOO Atlanta 1996 (con Italia)
- 2.º puesto - Liga Mundial de Voleibol de 1996 (con Italia)
- 1.er puesto - Liga Mundial de Voleibol de 1997 (con Italia)
- 1.er puesto - Campeonato Asiático de Voleibol 2011 (con laSelección de voleibol de Irán)
- 1.er puesto - Campeonato Asiático de Voleibol 2013 (con Irán)
- 1.er puesto - Panamericanos Toronto 2015 (con la Selección de voleibol de Argentina)
- 1.er puesto - Liga de Naciones de Voleibol Femenino de 2024 (con la Selección femenina de voleibol de Italia)
- 1.er puesto -  JJOO París 2024 (con la Selección femenina de voleibol de Italia)